# فیلادلفیا (کالداس)
فیلادلفیا (انگلیسی: Filadelfia, Caldas) نام شهری در کشور کلمبیا است.